# ポケとる
『ポケとる』（北米・欧州：Pokémon Shuffle）は、ジニアス・ソノリティが開発し、株式会社ポケモンより2015年2月18日にニンテンドー3DS用、2015年8月25日にiOS、Android用が配信されたダウンロードソフト。
なお、本項では3DS用（以下、『3DS版』）をベースに記述し、iOS用/Android用（以下、『スマホ版』）では異なる記載が含まれている可能性もある。また、本文や脚注で「『3DS版』の2016年3月26日のアップデートおよび『スマホ版』の同年4月27日のアップデート」をまとめて表わす際には一括して、「2016年春の大型更新」と表記する。
なお、3DS版はニンテンドーeショップのサービス終了に伴い2023年3月31日をもって一部機能のサービスが終了した。。ダウンロード済の本体でのプレイは引き続き可能。

## 概要
『ポケモントローゼ』『ポケモンバトルトローゼ』の派生作品で、アイコン状にデフォルメされたポケモンをタッチして揃えるパズルゲーム。
前述の2作と異なる点として、メインステージではポケモンを動かせる限度である「手かず」が設定され、じっくり考えながらプレイができる。エキストラステージでは前述の2作と同様、制限時間内にポケモンを動かしてHPを0にするスタイルになっている。
基本プレイ無料（アイテム課金制）であり、様々な用途に使用できる「ホウセキ」（後述）を購入したうえでプレイすることも可能である。課金による限定アイテムやポケモンは存在しない。
2015年9月に世界累計500万DLを達成した。

### スマホ版
2015年夏にiOSとAndroid向けアプリ配信を発表。ポケモンシリーズで初のスマートフォン向け本格ゲームアプリとなる。
2015年6月30日 - 7月14日にAndroid向け先着1万人のクローズドβテストを実施。2015年8月25日より正式サービスが開始。
また、すれちがい通信がない一方で「フレンド」機能が設定されているほか、縦画面のスマートフォンに対応したUIとなっており、メインステージクリア時の次面スクロールが右から左に道が伸びるのでなく下から上へ道が伸びるようになっている。
なお、3DS版とのデータ共有はできないほか、後述するランキングステージの集計についても別々に行われている。

## 基本ルール
各ステージで上画面に出現する野生のポケモンに対し、下画面のポケモンを縦横3つ以上隣接させて消す事で攻撃する。これを決められた手かずの中（後述のエキストラステージでは制限時間内）でHPを0にすることによりステージクリアとなる。『バトルトローゼ』と同様、一度に多くのポケモンを揃えたり、タイプ・相性や各ポケモンの技（追加効果）によって与えられるダメージは変化する。本作の野生のポケモンは、下画面のポケモンの一部を「オジャマ」（障害物）に変えて妨害する（直接攻撃はしない）。
ポケモンのゲット（本編でいう捕獲）は『バトルトローゼ』と異なり、クリア後に設けられた「ポケモンゲットタイム」の際に行われる。一部イベントステージを除きクリア時の残り手かず、残り時間が多いほどゲットしやすさ（ゲット確率）の基本ゲージ（黄色）が高くなる。ゲットに失敗した場合はコインを消費することで、ゲット確率が2倍になる青ゲージのスーパーボールを使うこともできる。
2015年5月27日の更新版以降はゲット失敗時に一定確率でスーパーゲットチャンスが発生し、スーパーボール使用前にさらに白ゲージが伸びてゲット確率が上昇する。
2016年春の大型更新以降、3DS、スマホ版の両方とも一部のイベントステージは後述のライフを1プレイで複数個、またはコインを使用してチャレンジする必要がある。

## サポートポケモン
ゲットに成功した野生のポケモンは「ポケモンリスト」に登録され、「サポートポケモン」としてステージに使うことができる。セットできるサポートポケモンは原則4匹まで（ステージによっては3匹限定）。
入手したメガストーンに対応するサポートポケモンをセットすると、プレイ中にゲージを貯める事でメガシンカし、一度に多くのポケモンを消す事ができる。メガシンカ後の攻撃には様々なバリエーションが存在する。
各ポケモンには経験値が設定され、消す回数が多いと経験値が増えレベルが上がり（上限は10）、技の発動率や攻撃力が高くなる。さらに追加されたスキルパワーにより「マックスレベルアップ」を使用し、上限まで育てたポケモンの再強化が可能となった。
各ステージやポケモンリストはアップデートで更新（追加）される場合がある。

## アイテム・用語
ホウセキ
ライフやコインと交換したり、ゲームオーバーになった時に消費することで手数、制限時間を回復させてコンティニューを可能にするためのアイテム。上限は150個。
ニンテンドーeショップ（『3DS版』）またはApp Store、Google Play（『スマホ版』）の残高で購入できる。またボス戦クリア報酬（3DS版のみ）や不具合のお詫び、キャンペーンでのプレゼント、チェックインボーナスで15日に1回（『3DS版』）、すれちがい通信を100回実行するごとの報酬などで入手できる。また、期間限定で初回購入キャンペーンも実施されている。
2015年3月16日と9月7日に、ホウセキ1個入手できる引換券付きのニンテンドープリペイドカード（1,000円分）が数量限定発売。
引換券
ホウセキと交換する事ができるダウンロード番号。イベントや特典等でプレゼントされる。
ライフ、ストックライフ
一般的なソーシャルゲームのようにゲームプレイに必要なゲージ。ライフは1プレイごとに1つ減り、0になるとプレイ不可となるが30分に1個ずつ5つまで回復する。ライフはすれちがい通信を10回行ったり、連続で同一人物とのすれちがいを行う（3回目から発生。3-4回目は1つ、上限の5回目で2つ）、ホウセキで入手できる。5つ以上になった場合は時間による自然回復がなくなる。
2015年5月27日の更新版以降は左側に上限5の自然回復ライフ、右側にすれちがいやホウセキで入手した上限99までストックされる2つのライフ表示方式に変更。自然回復ライフが優先的に使用され、自然回復ライフ0の時にストックされたライフを消費する。
コイン
ゲーム中のバトル開始前にクリアを手助けするアイテムを購入するための通貨。上限は99999枚。
各ステージのクリア時やホウセキとの交換で入手できる。各ステージ初回クリア時にボーナスがもらえる。イベントステージではこの初回クリアボーナスとは別個で初回撃破報酬が貰えるステージがある。また、『3DS版』の場合はチェックイン（後述）を行うことで、1日に1回プレゼントされる。
ライフ、コイン共にホウセキで購入時、上限を超える場合は購入画面では該当の支払い枠がタッチできなくなる。
アイテム
ゲームを有利に進めるためのアイテム。
手かず +5／制限時間+10
手かず消費ステージでは手かずを5、時間消費ステージでは制限時間を10秒増えた状態でスタートできる。
経験値1.5倍
ステージ終了時のポケモンの獲得経験値を1.5倍にする。
メガスタート
メガシンカ状態からスタートできる。
オジャマガード
スタート時からしばらくの間、野生のポケモンが邪魔をしなくなる。
パズルポケモン-1
スタート時からパズルで使用されるポケモンが1種類減る。3匹限定ステージでは登場しない。
パワーアップ
攻撃力が2倍になる。イベントステージとメインステージクリア後のUXステージに登場。
グッズ
ポケモンに使用することで各レベルや経験値に影響を与える道具で、1度使用するとなくなるとともに、一部グッズにはポケモンごとに使用可能な上限がある。ホウセキ、コインによる購入はできずイベント報酬等で入手する。メガスキルアップを除き、2016年春の大型更新で追加された。
メガスキルアップ
メガシンカ可能なポケモンに使うと「メガゲージ」の速度を少し早めるがポケモンごとに使用上限が決まっている。2015年6月8日の更新で追加されており、「グッズ」の分類がなされる前に存在している。
けいけんちアップ
ポケモンに使用することで経験値が増加する。S・M・Lの3種類が存在する。
レベルアップ
ポケモンのレベルを1つ上げることができる。ゲーム本編における「ふしぎなアメ」に相当する。
マックスレベルアップ
ポケモンの最大レベルを1増加することができる。使用可能な上限が決まっている。

スキルパワー
ポケモンのスキルゲージを上げることができる。S・M・Lの3種類が存在する。ゲージが一定値を超えるとスキルレベルが上昇（上限は5）。スキルの威力上昇など、ゲーム展開が有利になる。イベントや特定のステージでドロップするプレゼントボックスから入手するスキルパワーは勝利時に該当ポケモンに直接使用される。
スキルチェンジ
一部のポケモンのみに使用可能。スキルを変更する。（例:ゲンガーのスキル、5つのちからをこわがらせるに変更など）
チェックイン（3DS版）
追加データやお知らせの受信を行なうためにニンテンドーネットワークにアクセスすることを、本作ではこのように呼称する。メインステージのステージ11をクリア後、日本語版では15時(JST)を基準に24時間に1回だけ可能。
フレンド
『スマホ版』でのみ設定されている。Facebookとの連携やフレンドコードを入力し、相手に承認してもらうことで、フレンドとミニライフを送り合えるほか、互いのゲームの進行状況を確認することが可能となる。
ミッションカード
2016年春の大型更新で追加。メインステージ11クリア後から挑戦可能。当初は3種類。Ver1.5.11時点で19種類。複数あるミッションの中から1つ好きなものを選んで挑戦し、クリアに応じて星を獲得できる。同一ミッション内で獲得した星の数に応じて、様々な報酬が得られ、カード内の全ての星を集めるとミッションコンプリートとなる。ミッションコンプリートしなくても他のミッションにも挑戦可能。その際にクリアした星は消去されない。
オプション（3DS版）
画面下のメモ帳をタッチすることで起動する。
ポケモンリスト
登場している全ポケモンの確認が可能。虫眼鏡をタッチすることで番号、名前、攻撃力、レベル順の並び、タイプ別、能力別、メガシンカの有無による検索が可能。未獲得のポケモンは名前と姿が半透明になって表示される。
すれちがいリスト
すれちがい通信によってすれちがったプレイヤーの情報が最新10件分閲覧可能。
パスワード入力
各メディアで紹介されたパスワードを入力することでアイテムが入手可能。
サポート番号
チェックインすることで発行される16桁の番号。問い合わせに使用する。
設定
すれちがい通信とチェックインの許可設定の切り替えを行える。

## ステージの種類
ルールやプレイが可能な条件に応じ、ステージは以下の3つに大きく分けられる。

### メインステージ
ゲーム開始後に初めてプレイ可能な通常のステージ群。双六のような一本道のコースになっており、基本的に各ステージを順にクリアしないと先に進めない。しかしVer1.5に更新後ホウセキを複数個使えばそのマップのボスステージまで解放出来る機能が追加された。配信開始当初は全150ステージ。データ更新時、月に1度の頻度でステージ追加が実施され、Ver.1.5.11時点で全700ステージ。
基本ルールの補足として、ポケモンは毎回必ず3つ以上隣接させなければ消えず、そうでない場合は操作したポケモンはもとの位置に戻される。また、コンボ（連鎖）中の操作は不可。
ステージ10まではオリジナルキャラクターのアミリアによるチュートリアルがある。ステージは下表のとおりにエリア分けが行われており、各エリアの最後に設定されたボス戦に位置づけられるステージは原則として、野生のポケモンではなくトレーナーのメガシンカしたポケモンが相手になる。この場合、クリア後はメガシンカに必要なメガストーンを入手できる。（対応したポケモンを入手していない場合はメガストーンのみ入手）
400ステージ以降では以前のメインステージで登場したポケモンが再登場し、専用のスキルパワーをドロップするステージもある。
また、メインステージクリア後に、(ステージ700をクリアすればよい)もし、Sランクをメインステージ内で500個以上獲得していれば、UXステージが開放される。UXステージはメインステージの全700ステージを強化した敵が出現し、HPがメインステージの数倍になっている。もし、UXステージのステージ700をクリアすればマイプロフィールのカードの色が黒に変わる。（アプリ版のみ）
| ステージ        | エリア名           | エリアボス                     |
| --------------- | ------------------ | ------------------------------ |
| ステージ1-10    | ブランコハーバー   | メガタブンネ                   |
| ステージ11-20   | ビージーバザー     | メガガルーラ                   |
| ステージ21-30   | スミフェスティバル | メガヤミラミ                   |
| ステージ31-45   | アスールビーチ     | メガヤドラン                   |
| ステージ46-60   | イーリスパーク     | メガミミロップ                 |
| ステージ61-75   | ルージュギャラリー | メガチルタリス                 |
| ステージ76-90   | ボンボンハウス     | メガクチート                   |
| ステージ91-105  | ジルバミュージアム | メガデンリュウ                 |
| ステージ106-120 | マウントウィンテル | メガオニゴーリ                 |
| ステージ121-135 | ノアプテキャッスル | メガゲンガー                   |
| ステージ136-150 | ヴェルデジャングル | メガミュウツーY                |
| ステージ151-180 | ジュエファクトリー | メガプテラ                     |
| ステージ181-210 | ペドラバレー       | メガヘラクロス                 |
| ステージ211-240 | アルブスタウン     | メガチャーレム                 |
| ステージ241-300 | ロセウスセンター   | メガレックウザ                 |
| ステージ301-350 | プルルスデザート   | メガミュウツーX                |
| ステージ351-400 | ヴィオレッタパレス | メガハッサム                   |
| ステージ401-450 | サロンブラウ       | フーパ(ときはなたれしフーパ)   |
| ステージ451-500 | ラーウスホール     | メガメタグロス                 |
| ステージ501-550 | ナハトカーニバル   | メガボスゴドラ                 |
| ステージ551-600 | クローロンウッズ   | メガサメハダー                 |
| ステージ601-650 | ザフィーロコースト | イベルタル(いろちがいのすがた) |
| ステージ651-700 | ブルーノトレイル   | ゲンシカイオーガ               |

### エキストラステージ
メインステージでSランクを多く獲得していくと追加され、任意のタイミングでどのステージからでもプレイすることが可能なステージ群である。配信開始当初は全20ステージ。データ更新時に不定期にステージが追加されVer.1.5.11時点で全53ステージ。
基本ルールは前述の通りで、手かず制限はなく、制限時間内にポケモンのHPを0にすればステージクリア。動かす際にも毎回必ず3つ以上隣接させる必要はなく、コンボ（連鎖）中にも操作可能。
3DS版では、エキストラステージのプレイ中はHOMEボタンが使用不可となっている。

### イベントステージ
チェックインを行なうことで追加され、期間限定でプレイが可能なステージ群。以下のイベントが設定されており、ルールはイベントによって異なる。公式ホームページにはイベントが一度限りではなく再実施も行う予定がある旨が明記されている。
3DS版では、エキストラステージと同様、制限時間があるイベントステージのプレイ中はHOMEボタンが使用不可となっている。
基本的にメイン、エキストラステージでは入手できないポケモンやメガストーンが期間限定で登場する。ランキングステージおよびニャースのコインゲットステージを除き、ポケモンを倒すことでゲットが可能となる。
ランキングステージを除き、日本では開催初日の15:00(JST)から終了日の15:00まで行われる。
ランキングステージ
一定の手かずまたは制限時間でポケモンを消すことでスコアを稼ぐランキングを行う。上位入賞者にはメガストーンが渡されるほか、順位に応じてアイテムやグッズの賞品が配布される。このステージはイベント終了日の14:00で終了となる。
ファストマッチ
2016年4月5日 - 12日に実施された際に新形式として登場したランキングステージ独自のルール。ポケモンを揃えるまでの時間が早いほど、スコアが高くなる。2016年5月現在は手かず制のみでの実施。
日替わりポケモン登場ステージ
月曜から金曜まで日替わりでポケモンが登場するステージ。また、2015年11月前半に開催された際には、前日にゲットしたポケモンをパーティに入れてバトルを行うと若干有利になる。
ビクティニステージ
毎週土曜日の15時から翌日15時までの間、撃破することで大量の経験値が獲得可能なビクティニが登場する。原則として1日1回のみ挑戦可能であるが、2016年4月2日以降はホウセキを1個使用ごとに1回（週あたり最大14回まで）プレイすることが可能となった。
マギアナステージ
2017年5月9日以降、ビクティニと不定期に入れ替わりで開催されている。大量の経験値が獲得可能なマギアナが登場する。
ニャースのコインゲットステージ
毎週金曜日の15時に撃破不能なお金持ちニャースが登場し、指定された手かずを使い切るまでコインの大量入手が可能。原則として1日1回のみ挑戦可能であるが、2016年4月2日以降はホウセキを1個使用することでプレイ回数を3回追加することが可能となった。2018年5月9日以降はアローラニャースのステージも開催されている。
イーブイのスキルパワーMステージ（旧：イーブイのスキルパワーSゲットステージ）
2016年6月9日から不定期で開催。イーブイとバトル中にまれにプレゼントボックスをドロップし、勝利時にドロップした数のスキルパワーSを獲得可能。低確率で豪華なプレゼントボックスをドロップしスキルパワーMも獲得可能(ただし、ドロップしてもステージクリアしないと獲得できないので注意。)。2016年12月20日からはスキルパワーMのみドロップする仕様変更がありステージ名も変更された。
ポケモンサファリ
ランダムで出現するポケモンとバトルを行うステージ。おすすめが使用できない。登場するポケモンには、後日開催予定のランキング入賞で入手できるメガストーンが使用できるポケモンのほか、出現率が低いポケモンが登場する場合もある。以前行われたサファリに新ポケモンを追加して開催されることもある。
スーパーチャレンジステージ
期間内であれば何度でも挑戦できる、難易度が高いポケモンとバトルを行うステージ。
ハイパーチャレンジステージ
スーパーチャレンジより強いポケモンとバトルを行うステージ。
1日ワンチャン！
1日1回のみ登場するポケモンとバトルを行うステージ。
スーパー1日ワンチャン！
1日1回のみ登場するポケモンとバトルを行うステージ。1日ワンチャン!より強いポケモンとバトルを行うが、日数が経過するとゲット確率が上昇する。
レベルアップステージ
クリアする度に難易度（レベル）が上がるステージ。ゲット確率は残りの手かずや時間に影響せず、ステージをクリアするごとに1%上昇する。一定ステージをクリアすると報酬アイテムや該当ポケモンのメガストーンがもらえる。 ステージをクリアした際に10分間怒り状態となることがあり、時間内にクリアすると一気にステージレベルを上げることができる。怒り状態で報酬が設定されていたレベルがスキップされた場合、スキップした先のレベルをクリアすることで本来の報酬がもらえる。
進化チャレンジ
後日、進化後のポケモンが配信されるバトルステージ。
ウルトラチャレンジステージ
ウルトラビーストとバトルを行うステージ。20000コイン払えば、10回のみ挑戦が可能になる。アイテムは使えない。
アイテムフリーステージ
全アイテムが0コインで使用可能なステージ。開催期間の月曜15:00～土曜15:00まで実施され、第1弾では週を重ねるごとに0コインで使用可能アイテムが増加した。第2弾では初日からすべての強化アイテムが使用可能。2016年11月22日から隔週で手数制（ソーナンス）、2016年11月29日から隔週で制限時間制（マスキッパ）のステージが開催され、すべての強化アイテムが0コインで使用可能。2017年5月2日以降は、ナゲツケサル・ヤレユータンのステージも登場。
ハイスピードチャレンジステージ
エキストラステージ同様、難易度が高いポケモンを制限時間内に撃破するバトルを行うステージ。
アイテムゲットステージ
レベルアップステージと同じルールで一定レベルをクリアするとアイテムがもらえるステージ。
レベルマックスチャレンジ
レベルアップステージと同じルールで、最後までクリアすると特定のポケモンのスキルレベルがMAXとなるステージ。
映画公開記念ステージ
『ポケモン・ザ・ムービーXY 光輪の超魔神 フーパ』公開記念ステージで以前配信したポケモンの再配信。

### ポケロード
メインステージの150をクリア以降に追加され、サポートポケモンを変更できない状態でランダムに出現するポケモンとバトルし、その連勝記録に挑戦するステージ。手かずが開始時とステージクリア時に5ずつ与えられ、これがなくなった地点で終了となる。なお、1回の挑戦でライフは3個必要であるほか、ホウセキを使用したコンティニューは不可。
2016年春の大型更新で登場し、同日現在は全50ステージ。

## アップデート
『3DS版』では原則としてデータ更新を毎週火曜日の15時に行なっているが、本項目では公式サイトで「大型アップデート」と説明されている内容を中心に記載し、イベントステージの追加などが主となる更新については割愛する。
2015年2月18日配信
3DS版配信開始。
2015年5月27日配信（3DS版）
新要素として撃破時のスーパーゲットチャンス、新ステージの経験値大量ゲット「ビクティニ」追加やライフストック方法の変更、ポケモンのつよさ確認の方法修正、コンボ数の表示時間の延長が行われた。
2015年8月25日配信
スマホ版配信開始。
2016年3月23日配信（3DS版） / 4月27日配信（スマホ版）
「ポケロード」「ミッションカード」および、グッズ「けいけんちアップ」「レベルアップ」「マックスレベルアップ」の追加。「マックスレベルアップ」の追加に伴う一部ポケモンのレベル上限を引き上げ。ホウセキ購入特典の実施開始。その他、新機能の追加による表示の明確化や操作の改善。
『スマホ版』では上記に加えて、フレンドの登録方法にフレンドコードを入力する手段が追加されている。
2018年1月10日配信（3DS版） / 2月7日配信（スマホ版）
「チェックインボーナス」（3DS版）および「ログインボーナス」（スマホ版）の更新、「トレーナーランク」「一気に開放」機能の追加。
3DS版のみ、「サポートポケモンの呼び出し機能」が追加（スマホ版では2017年4月5日に追加済み）